# Parascudderia strigilis
Parascudderia strigilis är en insektsart som beskrevs av Grant Jr., H.J. 1960. Parascudderia strigilis ingår i släktet Parascudderia och familjen vårtbitare. Inga underarter finns listade i Catalogue of Life.